# Deblín
Deblín – miasteczko i gmina w Czechach, w powiecie Brno, w kraju południowomorawskim. Według danych z dnia 1 stycznia 2014 liczyła 1 030 mieszkańców.